# Okrouhlé pletací stroje
Okrouhlý pletací stroj je zařízení na výrobu textilií ve tvaru hadice o průměru od cca 2 mm do 100 cm.
První stroje přišly do sériové výroby v roce 1856 jako stávky, první provozuschopný stroj s pohyblivými jehlami zkonstruoval v roce 1866 Američan MacNary.  Nejstarší patent na dvouválcový stroj obdrželi v roce 1900 Angličani Stretton a Johnson.

## Činnost stroje

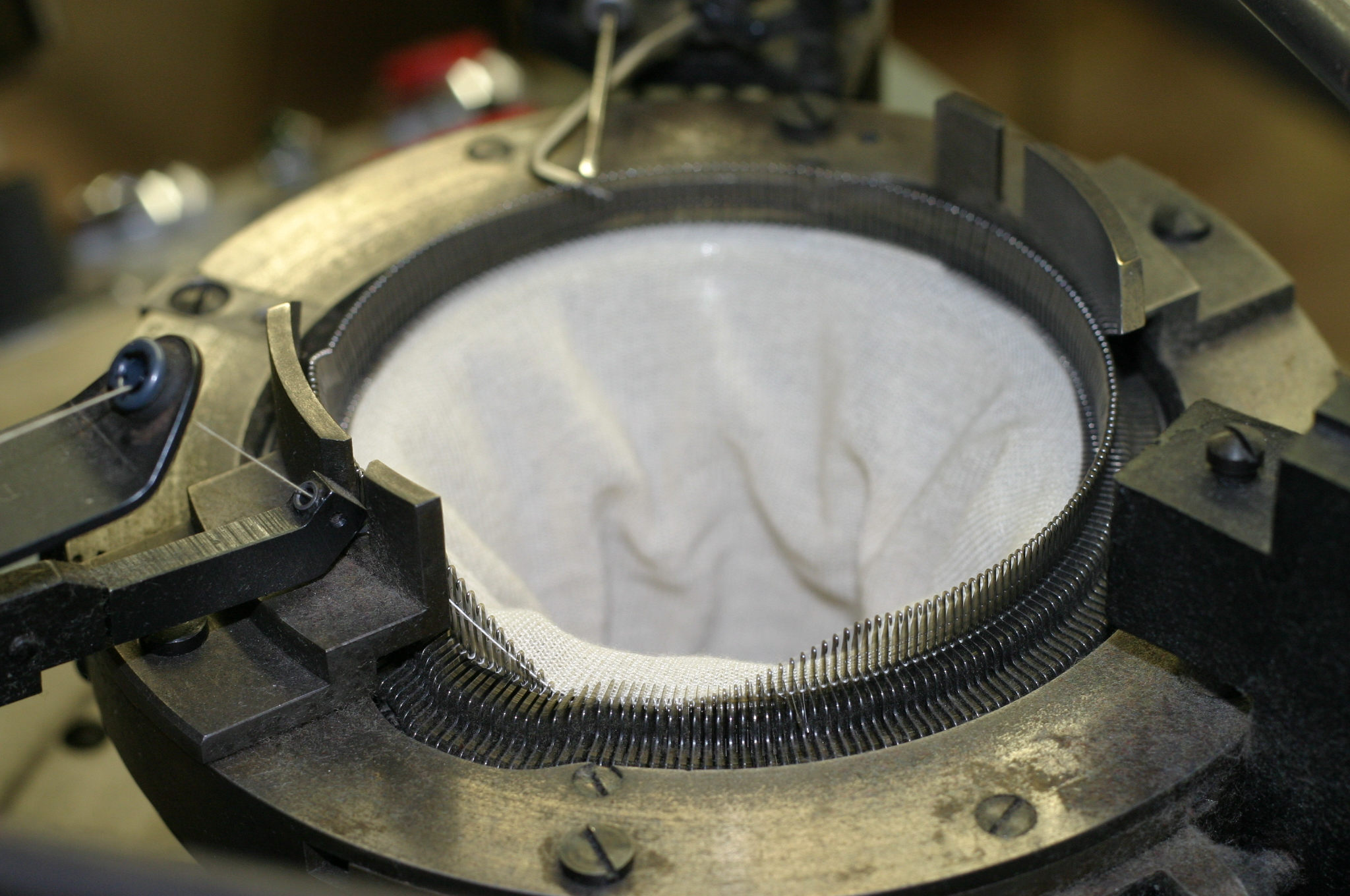
Pletací stroj s jedním zámkem a vodičem.

Stroje jsou vybaveny jazýčkovými jehlami seřazenými do kruhu vedle sebe. Jehly se pohybují jednotlivě časově jedna po druhé v drážkách válce, který se během práce otáčí.
Patky jehel jsou při tom uchopeny pevně stojícím zámkem, do jehož zakřiveného kanálu zapadají. Tímto způsobem dochází k pohybu jehel nahoru a dolů, přiváděná nit je zachycena hlavičkou jehly, vytvoří očko a provlékne je hotovou částí pleteniny.
Zámek a vodič niti spolu tvoří tzv. systém, na stroji je zpravidla instalováno několik systémů, jejich počet je totožný s počtem řádků, které se upletou během jedné otáčky stroje.(Na snímku vpravo je zkušební pletací zařízení s jedním systémem).

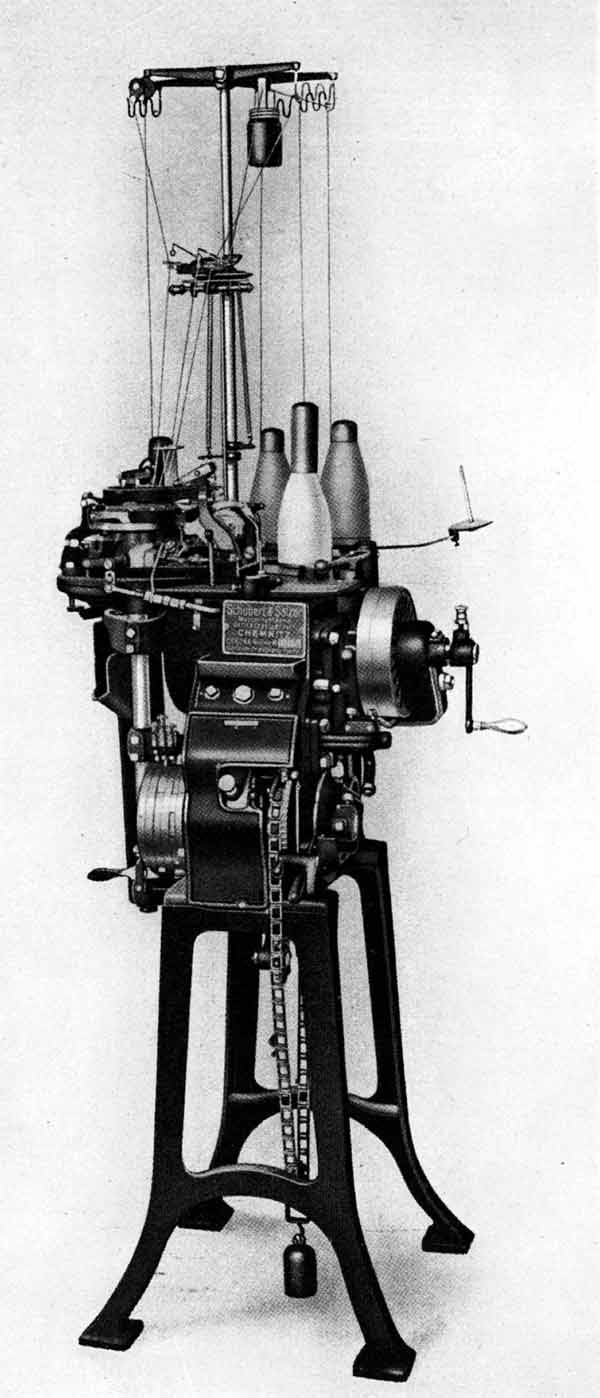
Automat na výrobu punčoch z roku 1930

### Funkce jehel
- Na strojích s v jedním (válcovým) lůžkem se dají zhotovit jen jednolícní pleteniny.

- U dvoulůžkových strojů jsou jehly uloženy na kombinaci válce a talíře, příp. dvou válců proti sobě (se společnou sadou dvoujazýčkových jehel). : Jestliže jehly obou lůžek stojí kolmo proti sobě, může se na stroji vyrábět oboulícní pletenina. Stroje s postavením obou jehelních lůžek v jedné rovině jsou konstruovány pro výrobu interlokových pletenin. [4]

Ke vzorování pleteniny se používá ovládání pohybu jehel
- mechanicky (děrované karty, bubínky aj.)
- elektronicky (např. elektromagnet nebo krokový motor řízený počítačem) [3]

## Maloprůměrové stroje
Jsou to stroje do průměru do 165 mm. Na začátku 21. století se stavějí obvykle s průměrem jehelního lůžka 4 inches (10,2 cm). Se 4 nebo 6 pletacími systémy dosahují maximálně 1200 obr. / min.
- Jednoválcové stroje jsou vybaveny 400 jehlami, řízeny mikroprocesorem s možností vzorování až v 21 barvách i v oboulícních vazbách. V této variantě byly v tomto období ve světě nově instalovány asi 2/3 maloprůměrových strojů.[2] [5]
- Stroje s válcem a talířem (angl.: cylinder and dial) mají na válci 200 jehel a na talíři 100 (každá druhá jehla z válce stojí proti jehle z talíře). Na těchto zařízeních se dají zhotovit např. vazby s jednoduchým žebrováním.[2]
- Dvouválcové stroje se 100 jehlami na každém válci jsou vhodné např. pro pletení ponožek a podkolenek se širokým žebrováním.[2]
- Stroje s miniaturním průměrem pracovního válce (2,1 mm) se staví až s 24 vývody například na výrobu stužek, izolačních hadiček apod. [6]

## Pletací stroje s průměrem nad 165 mm
Na velkoprůměrových strojích může být instalováno až 144 systémů, jednoduché vazby se mohou plést až do 50 otáček/min.,  při kterých se dá vyrobit až cca 7 m² pleteniny za minutu. (V porovnání s tím: osnovní stávek asi 10 m² a víceprošlupní tkací stroj 1,5 m².) Stroje se vyrábí v nejméně 20 variantách (oboulícní vazby, žakár, plyš, krycí nit, příčný proužek aj.) s jemností až 28 jehel/cm.

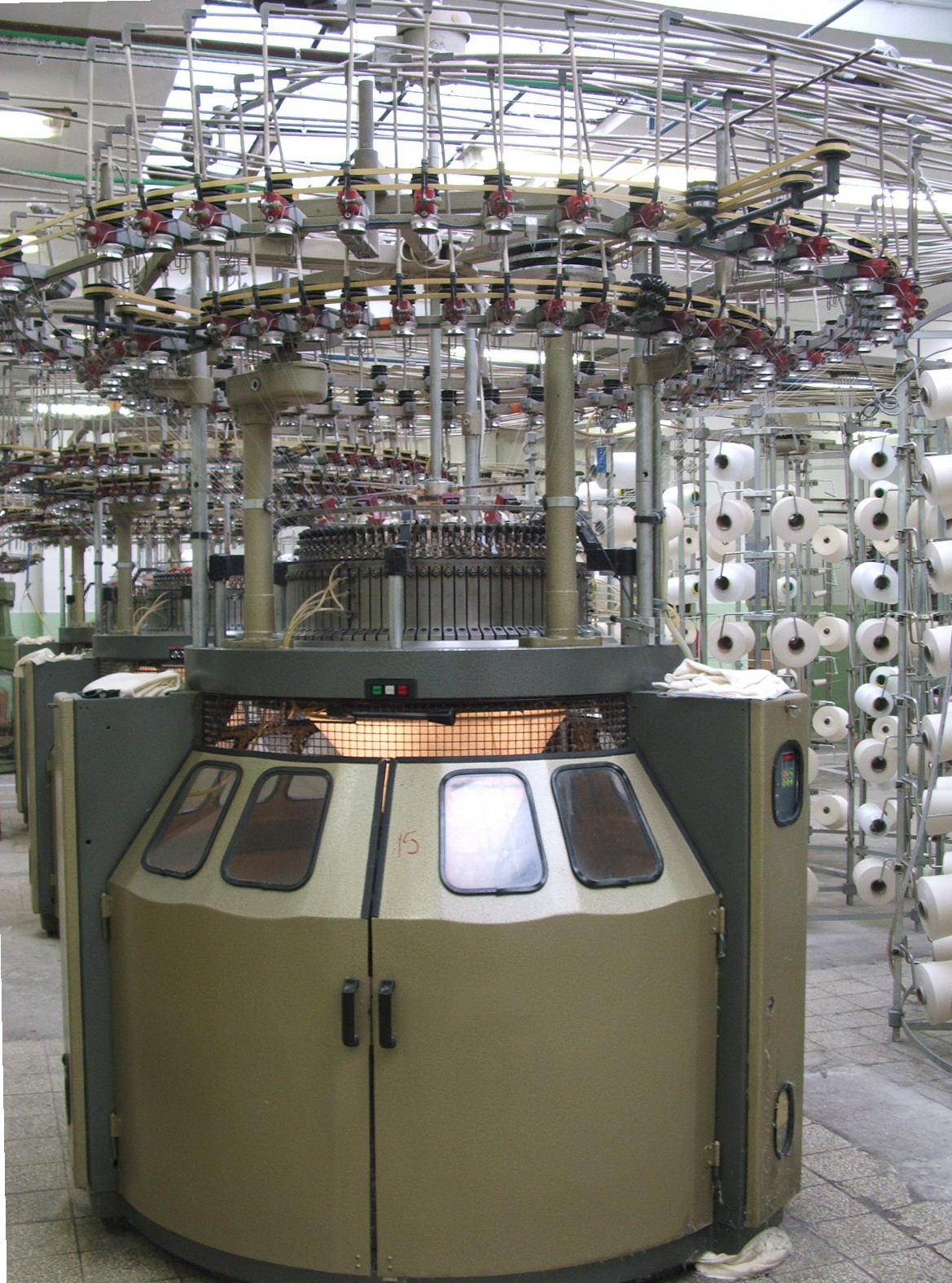
Velkoprůměrový pletací stroj

Pletenina se buďto vyrábí jako metrové zboží nebo se patřičný rozměr a tvar dá programovat tak, že z pletacího stroje vychází částečně nebo zcela hotové spodní prádlo, košile, svetry atd.

### Výrobní náklady na velkoprůměrových strojích
V jedné studii z roku 2018 byly porovnány výrobní náklady na pletení na stroji s průměrem 30 inch (cca 76 cm) s 96 pletacím systémy. Následující tabulka udává  podmínky testu a výsledky v USD na běžný metr (bm) pleteniny ze 12 států s významnou produkcí zátažných pletenin. (Ve všech případech byly nejnižší náklady ve Vietnamu a nejvyšší v Itálii).

## Rozsah použití okrouhlých pletacích strojů
V desetiletí 2005-2014 bylo ve světě nově instalováno cca 300 000 okrouhlých pletacích strojů, z toho asi 45 % jednolůžkových (single jersey) a 55 % dvoulůžkových (double jersey).  V roce 2019 bylo nově uvedeno do provozu 26 400 velkoprůměrových strojů.